# San Ponso
San Ponso (San Pons in piemontese) è un comune italiano di 234 abitanti della provincia di Torino, in Piemonte.

## Monumenti e luoghi d'interesse
Il battistero di San Ponso, che sorge accanto alla chiesa parrocchiale di San Ponzio, costituisce un'importante testimonianza storica dello sviluppo dell'architettura romanica nell'alto Canavese.

## Società

### Evoluzione demografica
Abitanti censiti

## Amministrazione
Di seguito è presentata una tabella relativa alle amministrazioni che si sono succedute in questo comune.
| Periodo        | Periodo        | Primo cittadino     | Partito                   | Carica  | Note  |
| -------------- | -------------- | ------------------- | ------------------------- | ------- | ----- |
| 17 giugno 1985 | 30 maggio 1990 | Cesare Favero       | Democrazia Cristiana      | Sindaco | [ 5 ] |
| 30 maggio 1990 | 24 aprile 1995 | Cesare Favero       | Partito Liberale Italiano | Sindaco | [ 5 ] |
| 24 aprile 1995 | 14 giugno 1999 | Domenico Martinetto | -                         | Sindaco | [ 5 ] |
| 14 giugno 1999 | 14 giugno 2004 | Domenico Martinetto | lista civica              | Sindaco | [ 5 ] |
| 14 giugno 2004 | 8 giugno 2009  | Ornella Moretto     | lista civica              | Sindaco | [ 5 ] |
| 8 giugno 2009  | 25 maggio 2014 | Ornella Moretto     | lista civica              | Sindaco | [ 5 ] |
| 25 maggio 2014 | 27 maggio 2019 | Ornella Moretto     | lista civica              | Sindaco | [ 5 ] |
| 27 maggio 2019 | in carica      | Riccardo Giganti    | lista civica              | Sindaco | [ 5 ] |